# 月氏
月氏，又稱⺼氏（上古漢語擬音（郑张尚芳）：/*ŋod *kje/。又譯禺氏、禺知、月支、苑支）為前7世紀至公元1世紀一個民族名稱。始见于先秦史籍，早期以游牧為生，从事玉器贸易，住在今中国的甘肃西部和新疆东部一带的干草原地区，常與匈奴發生衝突，後來于公元前172年被匈奴击败，一分為二：西遷至伊犁的，被稱為大月氏；居留於中國甘肅及青海的祁连山西北麓一帶的，被稱為小月氏。這時，月氏開始發展，慢慢具有國家的雛型。由大月氏西迁开始引发的复杂多米諾骨牌效应，在接下来几个世纪中不断向周围辐射，并对亚洲大部分地区的历史产生影响。
大月氏取代了原先的塞种土著，后来被乌孙人赶出伊犁河谷，向南辗转经过粟特，在巴克特里亚定居。因此大月氏常被识别为欧洲古典文献中提及的曾攻克希腊-巴克特里亚王国的民族，如Tókharioi（希腊语Τοχάριοι；梵语Tukhāra）和Asii/Asioi。大月氏位處絲綢之路，控制著東西貿易，慢慢變得強大。在公元前1世纪，巴克特里亚最强大的5支大月氏部落之一——贵霜开始征服临近的部落与民族。贵霜帝国在2世纪最为繁盛，其领土北起塔里木盆地吐鲁番，南至印度恒河平原巴连弗邑。贵霜在丝绸之路贸易及佛教传入中国的发展中扮演重要角色。
小月氏后来迁徙到青藏高原边缘，一部分人定居在青海并被同化为古羌人，且参与了反抗东汉统治的凉州之乱（西元184–221）。另一支小月氏据说在塔里木盆地东部的昆吾（今哈密）建立了城邦。第四支小月氏可能成为了山西地区羯人的一部分，并参与了319年后赵的建立（有争议）。
许多学者认为，月氏人是印欧语系民族。虽然部分学者将他们与塔里木盆地已灭绝文化的文物，如塔里木干尸、记录吐火罗语族语言的文本等相联系起来，但任何这种联系的证据都仍是间接的:283–284。

## 名稱
關於「月氏」的讀音，在古漢文中，月氏的月有兩個傳統讀法，一認為，應為肉部首讀肉，標注音為ròu zhī（肉支）。另一認為應讀為月亮的月。《說文解字》中「月」與「⺼（肉）」是形似而不同的兩個部首，但常被混淆。《辭海》將「月氏」讀音訂為yuè zhī；中華民國教育部《重編國語辭典修訂本》則以yuè zhī為主音，ròu zhī和rù zhī為又見音。
月氏國在先秦史籍中早就見諸記載，日本學者桑原隲蔵、松田壽男、江上波夫等人皆主張《逸周書》和《管子》中所記載的「禺氏」國，即是月氏的不同譯名，是同一外來語音的不同譯寫。根據鄭張尚芳的上古漢語擬音，禺为*ŋo，月为*ŋod，兩者音相近，与「肉」（上古汉语拟音：*njuɡ）相差甚远。
西方歷史學者一般認為，古希臘文獻中的吐火罗人即是指月氏，吐火羅人在西元前2世紀征服了希腊-巴克特里亚王国。也有主張月氏為塞種的。
佛教《伅真陀羅所問如來三昧經》中的伅真陀羅王，梵文為，為月亮（Chandra）支持（dhãra）之意，即漢文的月支。由經文中的地名，可知這部經典在健陀羅所寫成。在貴霜王朝的塑像中，常有月亮圖騰，學者古正美認為，月支或月氏為漢文意譯，其名稱來自月氏人的月亮信仰，伅真陀羅王即月支王，為貴霜王朝的丘就卻。

## 歷史
关于月氏的来源，中外史学家看法颇不一致。欧洲学者也在西方古文献中搜求相当于月氏的记录，异说不下六、七种。关于月氏的族属，中国古籍如《魏略》称其为西羌，《旧唐书》称其为戎。近百余年来，学术界更加异说纷纭：有藏族说、突厥说、印歐語系说、波斯说等。由於他們沒有文字，而且月氏本身的記錄亦不齊全，現時我們要了解他們，只能透過中國史書裡的片面記錄。而我們從中國史書裡所知道的，月氏居於约当今甘肃省张掖以西直到敦煌的河西走廊一带。大约远在战国初期，月氏部落便在这一带过着游牧生活。
秦末民变时期，月氏实力強大，與蒙古高原東部的東胡部落從兩方面脅迫遊牧於戈壁沙漠南部和阴山一带的匈奴，匈奴曾送人質於月氏。秦末，匈奴質子自月氏逃回，殺父自立為冒頓單，約在前205—前202年間舉兵攻月氏，月氏敗。可能從這時起，月氏便開始棄河西走廊而向西迁徙。前177年或前176年，冒頓單于再次擊敗月氏。公元前177年，月氏擊敗烏孫，殺其王難兜靡。
據冒頓單于於前174年致漢文帝劉恆書中說：“故罰右賢王，使至西方求月氏擊之。以天之福，吏卒良，馬力強，以夷滅月氏，盡斬殺降下定之。樓蘭、烏孫、烏揭及其旁二十六國皆已為匈奴，諸引弓之民並為一家，北州以定。”月氏這次敗後，更西遷到準噶爾盆地。（前162年），匈奴的老上单于又破月氏，月氏乃更向西遷移到伊犁河流域。當月氏離棄河西時，有一小部分越祁連山，“保南山羌，號小月氏”。這部分月氏人日後長期留住該地，與青海西羌人杂居。 
伊犁河流域原久為塞族（塞迦）所居住。《漢書·張騫傳》：“月氏已為匈奴所破，西擊塞王。塞王南走遠徙，月氏居其地。”斯基泰即古波斯碑铭上的Sacae（Sakas）或古希腊文献所记录的斯基泰人。月氏既擊走，塞族便向西南遷徙，跨過錫爾河，到達河中地區的粟特地方。 
原已移住在天山北麓並服屬匈奴的烏孫，在公元前161年，於其王昆莫獵驕靡的統領下，與匈奴援軍“西攻破大月氏”，迫使大月氏像之前的塞人一樣離棄伊犁地區向西南遷徙，而烏孫便從此佔領了他們的地方。這次遷徙的年代約在前139年—前129年間。有一部分未能西徙的，便和留下来的塞人一樣，仍留住原地，服屬於烏孫，所以《漢書》上有烏孫國內“有塞種、大月氏種”的记录。 
前2世纪，大月氏从河西走廊出走“塞地”，后又为乌孙所逐，南下吐火罗斯坦，远涉北天竺国，今天的巴基斯坦的贾特人就是他们与印度—塞人的后裔。唐代于阗王族“尉迟氏”，宋代西夏大姓“讹氏”，甘青藏族“洼扎”和“吾合扎”等氏族，都是“月氏”或“兀者”之后裔，月氏民族遍布河西、中亚、南亚的格局，是在一个漫长的时期中，通过多次的迁徙活动形成的。

### 早期记载
共有3种先秦文献记载了可能为月氏前身的民族，尽管其名称略有不同。
- 《管子·国蓄》“玉起于禺氏”、《管子·揆度》“北用禺氏之玉”“禺氏边山之玉”“玉起于禺氏之边山”、《管子·轻重甲》“禺氏不朝，请以白璧为币乎？”“然后，八千里之禺氏可得而朝也”、《管子·轻重乙》“玉出于禺氏之旁山”均提到名为“禺氏”（上古汉语（OC）：*ŋo-ke) 或“牛氏”（OC：ŋʷə-ke）的游牧民族，向中原王朝进贡玉[21][20]。值得一提的是，现在一般认为《管子》是在公元前26年左右编篡的，依据的是更早的齐国时代文本。多数学者现已不再认为其主要作者为管仲[22]。至少公元前2千纪末开始，塔里木盆地的玉石出口就有了充分的考古记录。例如，妇好墓（c. 1200 BC）中发现的数百件玉器就大都产自塔里木盆地南缘的和田地区[23]:265。据《管子》所述，禺氏/牛氏人没有像匈奴那样与中原民族发生冲突。

- 《穆天子传》（公元前4世纪初）也提到了周地西北的“禺知”（OC: *ŋo-tre）平原。[20]
- 《逸周书·王会解》（成书年代为公元前4~1世纪，编者刘向）提到“屠州黑豹，禺氏騊駼。”，是说禺氏进贡一种宝马。[20]

《史记·货殖列传》载：“乌氏（OC: *ʔˤa-ke）倮畜牧，及众，斥卖，求奇缯物，间献遗戎王。戎王什倍其偿，与之畜，畜至用谷量马牛。”这可能是首次提及月氏在丝绸之路上所起的关键作用的史料:273。
最早关于“月氏”的详细记载见于《史记·大宛列传》《汉书·张骞李广利传》中。两处文字基本一致，司马迁加了些用于确定句意的词句。

### 河西地区的游牧文化文物（公元前5~4世纪）
公元前5~4世纪，宁夏南部至甘肃东南部地区出现了大量游牧文物。它们与更东边的鄂尔多斯文化游牧文化文物十分相似，而又反映出强烈的赛迦文化影响。其中有些也受到邻近的秦国汉文化影响。自公元前4世纪开始，长鼻游牧人物骑着骆驼的形象也常见于宁夏南部出土的器物上。

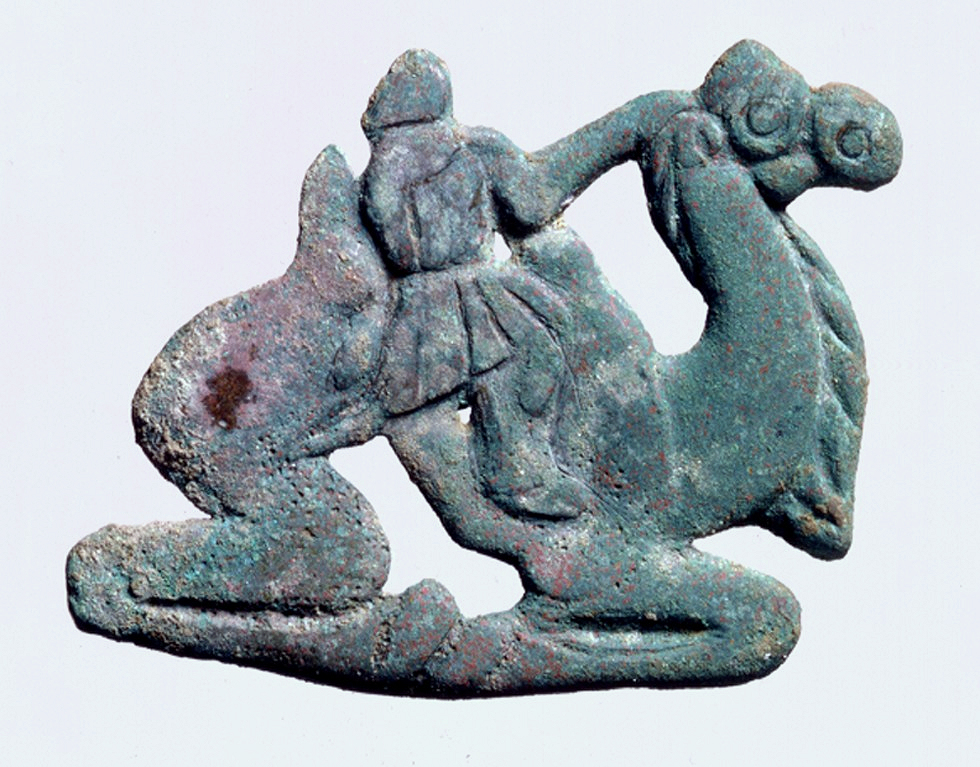
游牧民族画像，带特征的长鼻子，骑在双峰驼上。宁夏南部，公元前4世纪（战国晚期）。
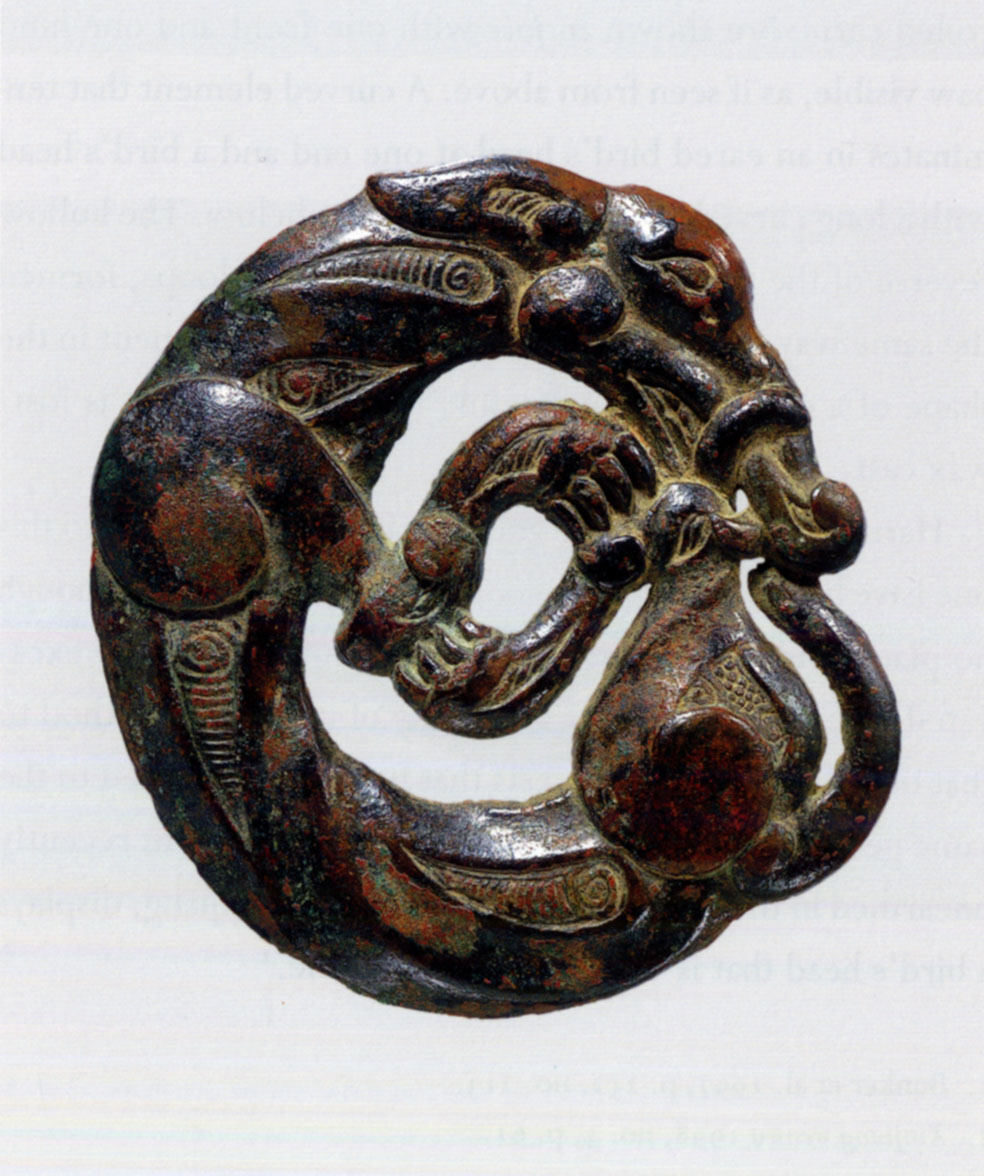
狼紋青銅車馬飾，为宁夏南部及甘肃东南的游牧文物中所特有。公元前5~4世纪（战国中晚期）。
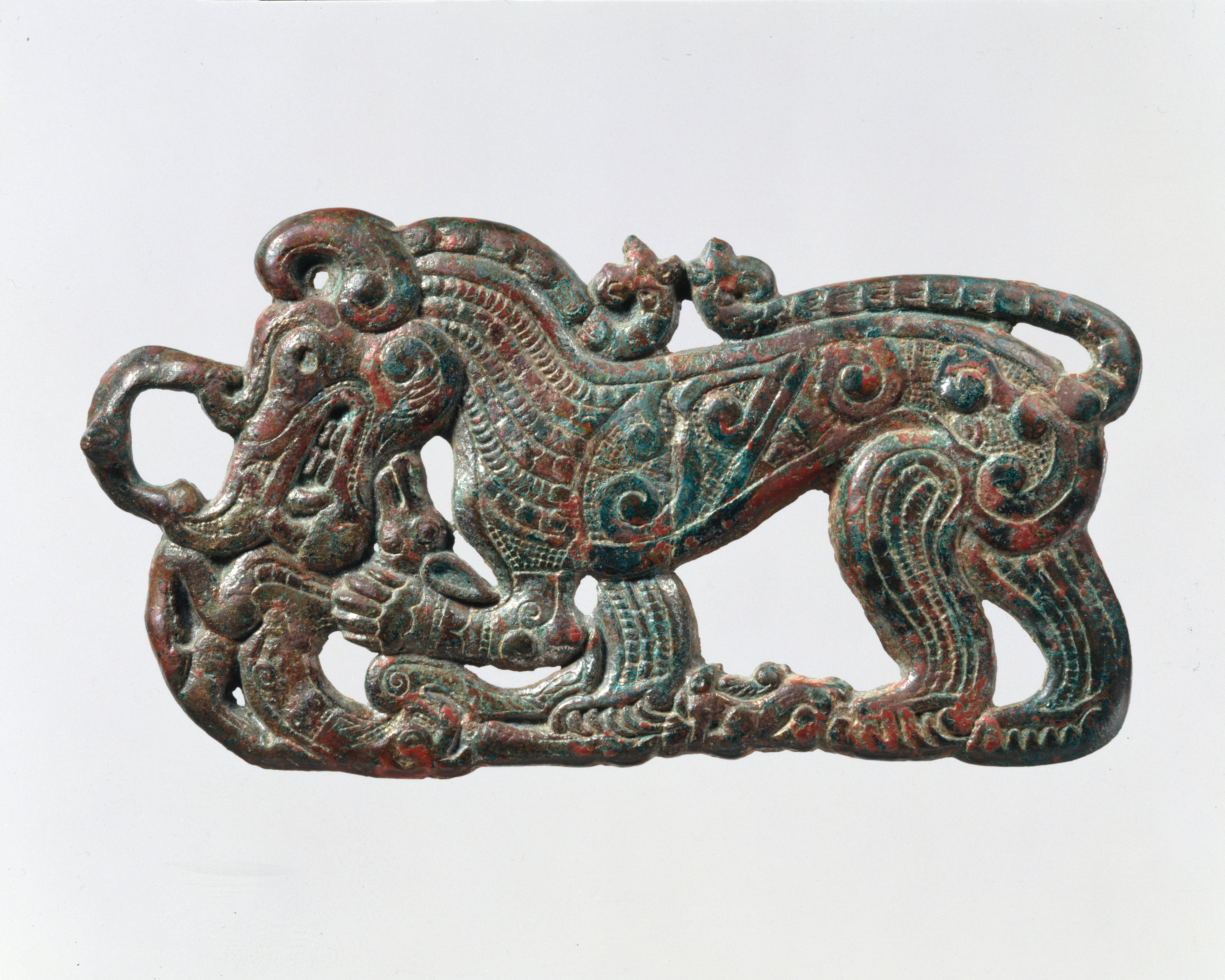
狼紋青銅帶飾，为宁夏南部及甘肃东南的游牧文物中所特有。与塞西亚风格的巴泽雷克文化相近。公元前4世纪。

### 月氏与匈奴
甘肃西部祁连山与敦煌之间的地区目前尚无月氏遗迹发现:283–284。有学者认为“敦煌”即天山中的敦薨山，“祁连”则是天山的别名。由此，月氏人的源地应在西北1000公里开外的天山北麓草原:283–284:267–268。另一些学者则认为，司马迁提及的仅是一个游牧帝国的核心区域，月氏人实际的影响范围可能涵盖蒙古高原西部、黄河上游、塔里木盆地及中亚部分地区，还有巴泽雷克文化所在的阿尔泰山脉乌科克高原。:169–172
到公元前3世纪末，匈奴头曼单于甚至把他的长子冒顿送到月氏做人质。月氏人常突袭相邻的乌孙以获得奴隶和牧场。乌孙最初和月氏共同处在敦煌和祁连山之间的河西走廊西部地区，后来（公元前177年）月氏人袭击乌孙时杀害了乌孙人头领难兜靡，并侵占了其领土。难兜靡之子昆莫逃到匈奴，被匈奴君主抚养长大。

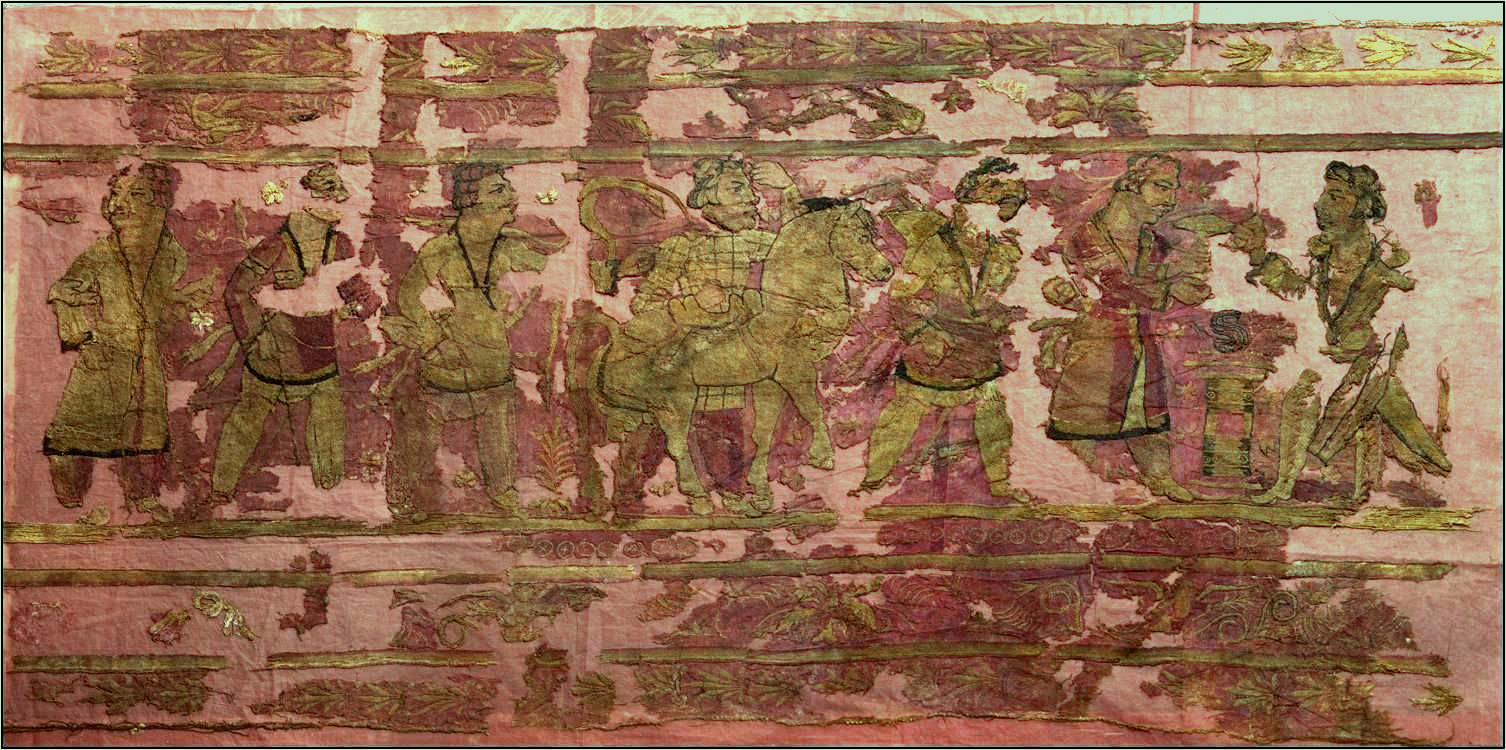
匈奴诺彦乌拉墓地一块挂毯上的人物像。这种奢侈品可能进口自巴克特里亚。据信为月氏人形象。公元前1世纪~公元1世纪。

匈奴逐渐强大起来，与月氏的战争也随之爆发了至少4场。第一次战争发生在头曼（死于公元前209年）统治时期，他突然袭击了月氏。月氏人想杀死他们手中作为人质的头曼的儿子冒顿，作为他们的人质的冒顿却偷了一匹好马，并设法逃回了自己的国家。他随后弑父，成为匈奴的统治者:94。这次战争中匈奴没能打败月氏。第二次战争发生在冒顿七年（公元前203年），月氏大片领土被匈奴夺取，月氏的霸权开始动摇。公元前177年（汉文帝前元三年），月氏大败乌孙，杀死了乌孙国王（王号为“昆彌/昆莫”）難兜靡。第三次战争可能发生于公元前176年或更早，月氏惨败。
公元前176年前不久，匈奴人在冒顿下属的一个部落首领带领下，入侵了甘肃地区的月氏领土并大胜:380–383。冒顿在给汉文帝的信（公元前174年）中吹嘘说，由于天的眷顾，将士们状态极佳，兵强马壮，使他得以灭掉被灭掉或投降了的月氏人。冒顿之子老上单于（公元前174–前161年在位）随后杀死了月氏王，还把他的头颅做成了酒杯。

### 大月氏

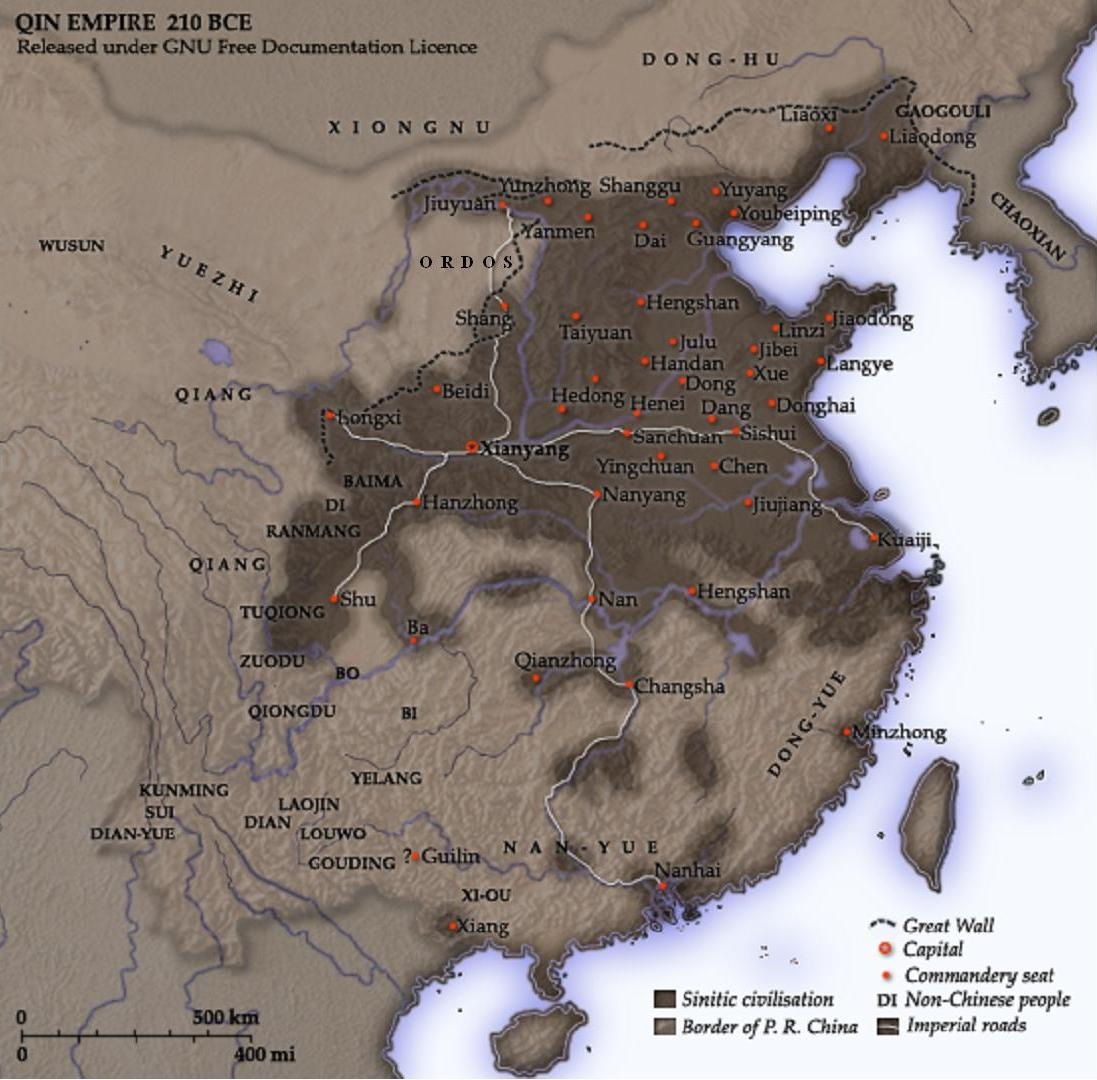
秦朝時，月氏部落散佈在今敦煌、酒泉一帶

## 分支
在被匈奴打败后，月氏分裂为大小两支。

### 小月氏
小月氏迁徙进了“南山”，应为今日中國甘肅及青海的祁连山西北麓一帶，并与古羌人共存。:170當時甘肅和青海為匈奴所据，這一班居住在匈奴人中間的月氏人，與匈奴部落杂居，被稱為匈奴別部盧水胡。其中在397年沮渠家族推北涼漢官段業為主，在現甘肅地區建立北涼。後沮渠蒙遜殺段業，自立為北涼主。後被拓跋鲜卑人北魏所滅。

## 現代考證
月氏族系，現代學者有三種主流假說，分別為藏緬語族，高加索印歐人假說與突厥假說三種。
《后汉书·西羌传》记载：月氏“被服饮食言语略与羌同”，说明月氏的语言很可能属于藏緬語族。台湾學者姚大中認為，月氏源自氐羌，為古代羌族，在西迁與當地原始印歐人族群通婚後，具備了高加索人種的外貌。在河西走廊未有出土高加索人种的人类遗骨也在考古学上给此说提供了支持，即和乌孙一样，月氏也是在西迁后被高加索人种同化而只保留了少部分蒙古人种特征。
大陸學者余太山考證，認為古代少昊部落西遷後成為允姓之戎，為塞種先祖，塞種建立了月氏與貴霜王朝等國家。由部分考古人類學證據，他認為塞種與吐火羅人相同，皆源於原始印歐人。他進一步推論中國古代源自黃帝的各部落皆可能具有原始印歐人血統。因此余太山支持高加索印歐人假說，但是此说没有得到河西走廊和中原地区的考古学支持。根據前蘇聯與蒙古的考古研究，考古學家韓康信認為西迁后的月氏在基因與體質上接近於高加索人種，混有少許蒙古人種特徵。
支援月氏源自突厥人種的主要學者為白鳥庫吉。

## 与其他民族的可能联系
月氏人与中亚其他民族的关系不明。不同学者根据族群名称的相似性各有判断，但均未被广泛接受。:98–99, 281–283
Mallory和Mair认为，月氏人和乌孙人属于游牧民族，至少有一部分操伊朗语族语言，应在公元前2千纪自中亚干草原迁入北疆。:318
蒲立本、马考特、László Torday等学者认为托勒密《地理学指南》（150）中提及的中亚一支名为Iatioi的民族可能也是指月氏人。
沃尔特·布鲁诺·亨宁提出的理论只得到了有限支持，他认为月氏人是库提人和图鲁卡人的后裔，后者在公元前3千纪中期分布在扎格罗斯山脉（现代伊朗、伊拉克）。亨宁指出，公元前1千纪月氏进入中国史书时，库提人可能已经从扎格罗斯山脉迁徙到甘肃。然而，亨宁只找到了两者瓷器形制相近这一样考古证据，这远非决定性因素。
月氏人与Abhira、Aorsi、Asii、盖塔人、哥特人、车师、贾特人、马萨革泰人:22:171及其他民族之间存在关系的假说只获得了部分支持。:98–99, 281–283

### 月氏-吐火罗假说
塔里木盆地北部出土的6~8世纪手稿上有两种迄今不为人知的印欧语。20世纪初，语言学家麦克斯·缪勒将其与用于翻译梵语佛经用的神秘“twγry”（Toγari）语言相提并论，并将其识别为是古代突厥语（维吾尔语）手稿。后来缪勒提议将Toγari（Togar/Tokar）这个名字与早期希腊文献中提及的吐火罗斯坦Tókharoi人（本身与月氏人有关）相关联。因此他将这种新发现的语言命名为“吐火罗语”，后来也就成了塔里木手稿语言的称呼。大多数历史学家一直拒绝将塔里木吐火罗人与巴克特里亚Tókharoi人相提并论，主要是因为据悉他们除了巴克特里亚语外不说其他语言，而巴克特里亚语是一种十分异质的东伊朗语支语言:72:590。其他学者则认为月氏/贵霜人在到达巴克特里亚前说吐火罗语，后来改说巴克特里亚语。这可能是入侵者或殖民者精英改用当地语言的语言替换例子（希腊人、突厥人及阿拉伯人在巴克特里亚定居后也是如此）:153。然而，虽然吐火罗语中有些巴克特里亚语借词，巴克特里亚语中却没有吐火罗语痕迹。
月氏另一个可能的内名也是H. W. Bailey提出的，他声称9~10世纪的于阗塞语伊朗文本中，可见他们自称Gara。据Bailey所言，Tu Gara（“大Gara”）就是大月氏。这与古希腊语 Τόχαροι Tokharoi（拉丁化Tochari）相一致，后者指的是征服了巴克特里亚的贵霜人派系；古典藏语名称(m)Gar则指的是定居在吐蕃帝国境内的小月氏。

## 延伸阅读
[在维基数据编辑]
 《欽定古今圖書集成·方輿彙編·邊裔典·月氏部》，出自陈梦雷《古今圖書集成》

## 外部連結
- 月氏種屬問題再研究 - 陳健文 （页面存档备份，存于）